# Марк Атилий Серран
Марк Ати́лий Серра́н (лат. Marcus Atilius Serranus; умер после 173 года до н. э.) — римский политический деятель из плебейского рода Атилиев, предположительно претор 174 года до н. э.
Марк Атилий упоминается у Тита Ливия как один из триумвиров по выведению колоний в 190 году до н. э. Задачей этой коллегии было пополнение рядов колонистов в Кремоне и Плаценции в Цизальпийской Галлии. В 174 году до н. э. некто Марк Атилий стал претором; предположительно это был Серран. По результатам жеребьёвки этот нобиль получил в управление Сардинию. Его полномочия в этой провинции были продлены на следующий год.